# 景忠山酒
景忠山酒是河北唐山市遷西縣三屯营镇出产的一种白酒，其历史却可上溯至明朝隆庆初期：戚继光时任蓟镇总兵驻守当地三屯营时，招民间酒师酿白酒以供军需，命之为“蓟镇烧锅酒”，后传至当地民间。至清朝康熙登临景忠山时，地方官进蓟镇烧锅，得圣宠改名为景忠山酒，流传迄今。后因故衰落，直到1992年当地成立的一家私企酿酒厂后得以改良、恢复。除白酒外，产品尚有以当地所产栗子所酿板栗酒，均为浓香型白酒，景忠山酒为一地方品牌，主要销售市场为本地及内蒙古、辽宁、吉林、北京和天津等地。